# Rhynchotechum polycarpum
Rhynchotechum polycarpum är en tvåhjärtbladig växtart som först beskrevs av Karl Moritz Schumann, och fick sitt nu gällande namn av Rudolf Schlechter. Rhynchotechum polycarpum ingår i släktet Rhynchotechum och familjen Gesneriaceae. Inga underarter finns listade i Catalogue of Life.